# ريد مايلز
ريد مايلز (بالإنجليزية: Reid Miles)‏ هو مصور ومصمم جرافيك أمريكي، ولد في 4 يوليو 1927 في شيكاغو في الولايات المتحدة، وتوفي في 2 فبراير 1993.

## وصلات خارجية
- ريد مايلز على موقع ميوزك برينز (الإنجليزية)
- ريد مايلز على موقع ديسكوغز (الإنجليزية)